# Valentina Arrighetti
Pour les articles homonymes, voir Arrighetti.
Valentina Arrighetti est une joueuse italienne de volley-ball née le 26 janvier 1985 à Gênes. Elle mesure 1,89 m et joue au poste de centrale. Elle totalise 147 sélections en équipe d'Italie.

## Biographie
Valentina est ouvertement lesbienne.

## Clubs
| Club              | Pays        | De        | À         |
| ----------------- | ----------- | --------- | --------- |
| Club Italia       | Italie      | 2000-2001 | 2001-2002 |
| VC Padova         | Italie      | 2002-2003 | 2002-2003 |
| Figurella Firenze | Italie      | 2003-2004 | 2003-2004 |
| Caoduro Cavazzale | Italie      | 2004-2005 | 2004-2005 |
| Volley Vicenza    | Italie      | 2005-2006 | 2006-2007 |
| Volley Bergamo    | Italie      | 2007-2008 | 2011-2012 |
| Busto Arsizio     | Italie      | 2012-2013 | 2013-2014 |
| Lokomotiv Bakou   | Azerbaïdjan | 2014-2015 | …         |

## Palmarès

### Équipe nationale
- Championnat d'Europe (1)
  - Vainqueur : 2009.
- World Grand Champions Cup (1)
  - Vainqueur : 2009.
- Coupe du monde
  - Vainqueur : 2011.

### Clubs
- Ligue des champions (2)
  - Vainqueur : 2009, 2010.
- Coupe d'Italie (1)
  - Vainqueur : 2008.
- Championnat d'Italie 
  - Vainqueur : 2011.
- Supercoupe d'Italie
  - Vainqueur : 2011, 2012.